# Jasseines
Jasseines är en kommun i departementet Aube i regionen Grand Est (tidigare regionen Champagne-Ardenne) i nordöstra Frankrike. Kommunen ligger  i kantonen Chavanges som ligger i arrondissementet Bar-sur-Aube. År 2022 hade Jasseines 160 invånare.

## Befolkningsutveckling
Antalet invånare i kommunen Jasseines
Referens: INSEE